# Blohm & Voss BV 143
O Blohm & Voss BV 143 foi uma bomba planadora com um pequeno motor a foguete, desenvolvida pela Luftwaffe durante a Segunda Guerra Mundial para missões antinavio. Esta bomba nunca passou da fase experimental, apesar de terem sido fabricados 251 unidades.